# 다카네코단역
다카네코단역(일본어: 高根公団駅, たかねこうだんえき)은 일본 지바현 후나바시시에 있는 신케이세이 전철 신케이세이 선의 역이다. 역 번호는 SL17이다.

## 역 구조
섬식 승강장 1면 2선의 교상역사이다.

### 타는 곳
| 번선 | 노선          | 방향 | 행선                                                         |
| ---- | ------------- | ---- | ------------------------------------------------------------ |
| 1    | 신케이세이 선 | 하행 | 기타나라시노・신쓰다누마・게이세이쓰다누마・ 게이세이선 방면 |
| 2    | 신케이세이 선 | 상행 | 신카마가야・야바시라・마쓰도 방면                            |

## 역 주변
- 후나바시 시청 다카네다이 출장소
- 후나바시 다카네다이 우체국
- 후나바시 시립 다카네다이 제3초등학교
- 파시오스 다카네다이점
- 다카네다이 단지
- 오아나미 시민 수영장

## 역사
- 1961년 8월 1일: 영업 개시.

## 사진

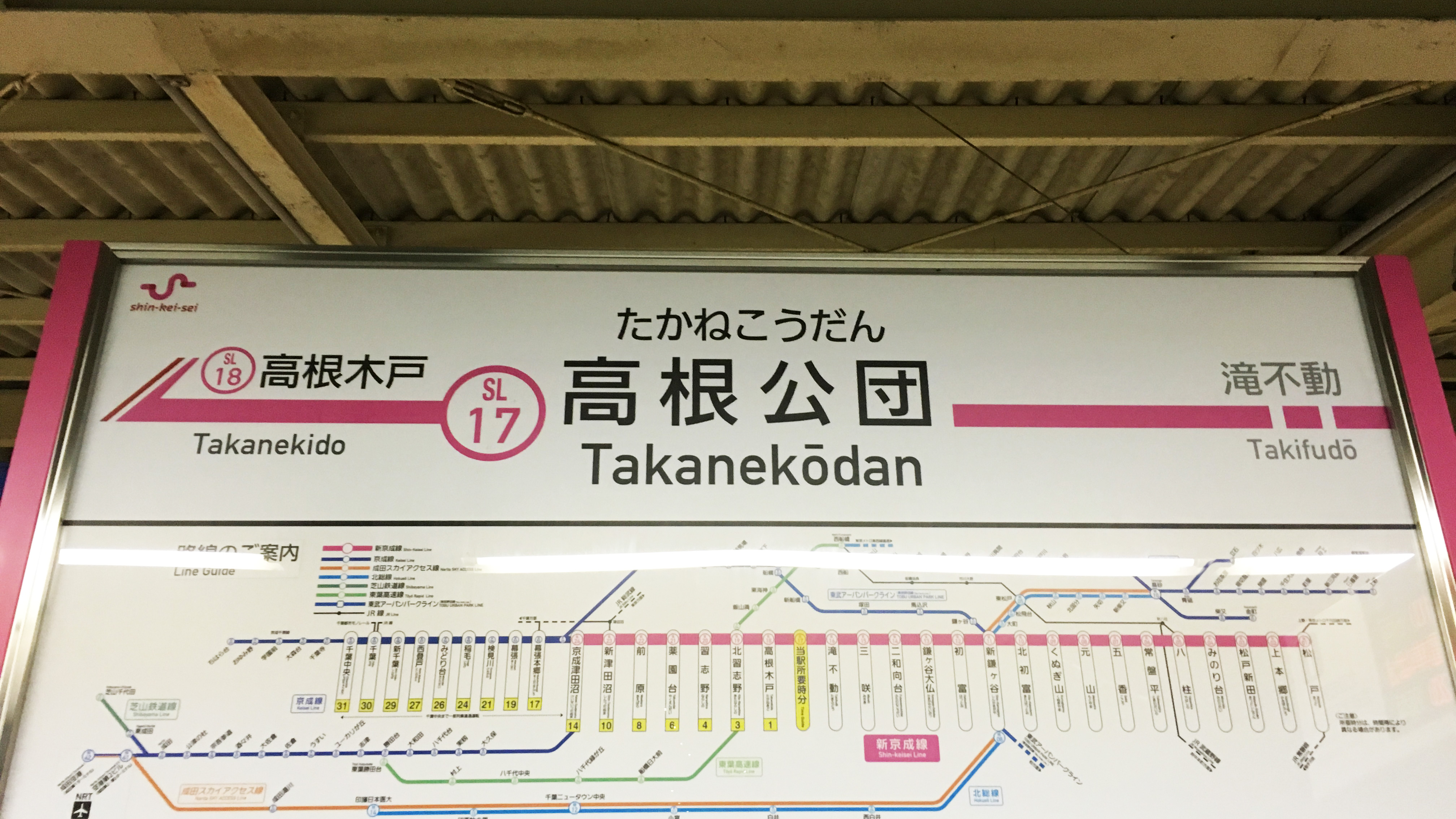
역명판

## 역명의 유래
1961년 8월 1일, 역과 인접한 다카네다이 단지 조성에 맞추어 개통하였다. 일본주택공단은 도시재생기구로 바뀌었지만 과거 일본에서 "일본주택공단"라는 것이 있다는 것을 이 역명에서 전해졌다고 한다.

## 인접역
| 신케이세이 전철 신케이세이선 | 신케이세이 전철 신케이세이선 | 신케이세이 전철 신케이세이선           |
| ---------------------------- | ---------------------------- | -------------------------------------- |
| SL 16 다키후도 마쓰도 방면   |                              | 다카네키도 SL 18 게이세이쓰다누마 방면 |